# 海逸坊

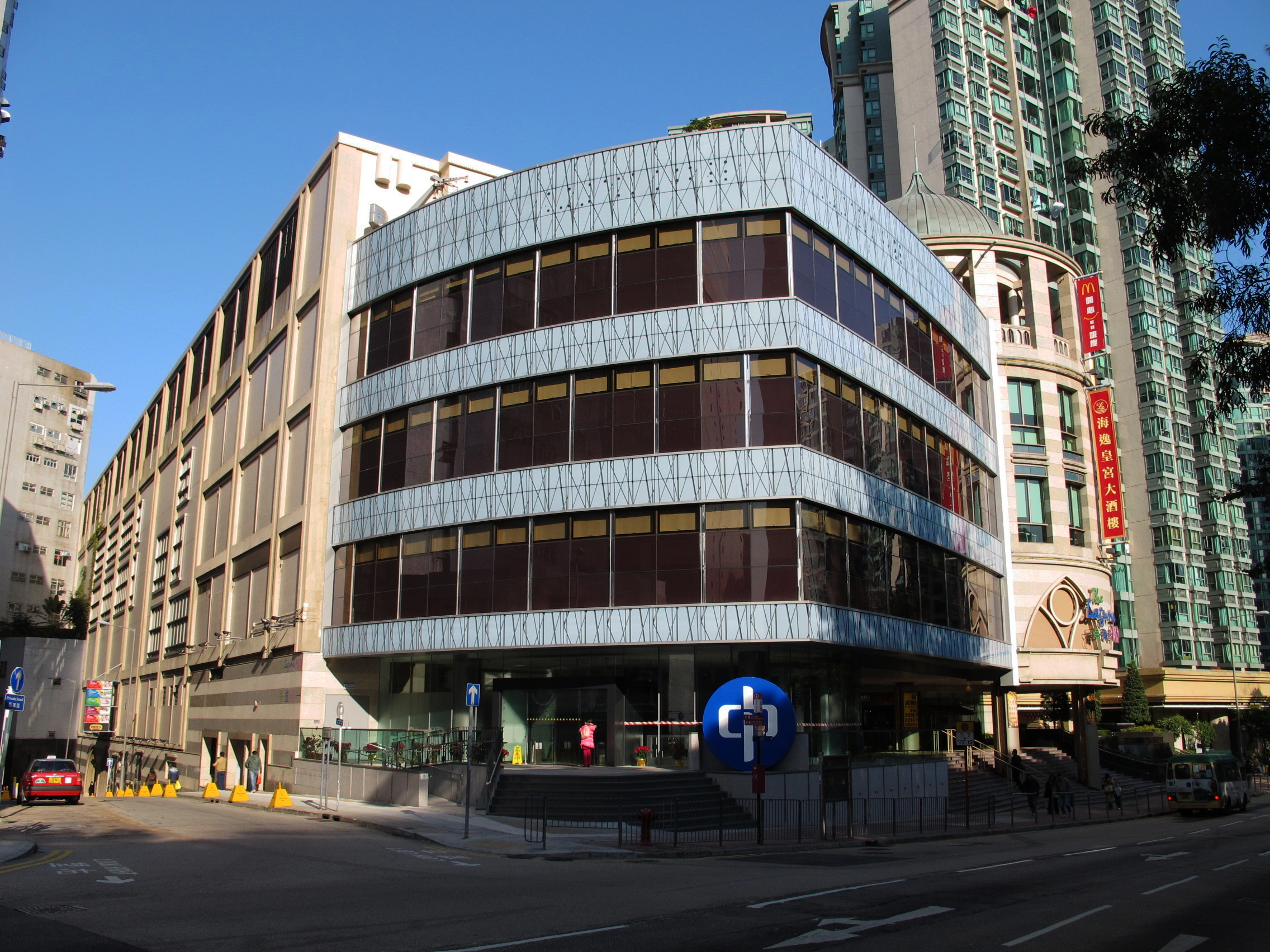
改建後的海逸坊外貌

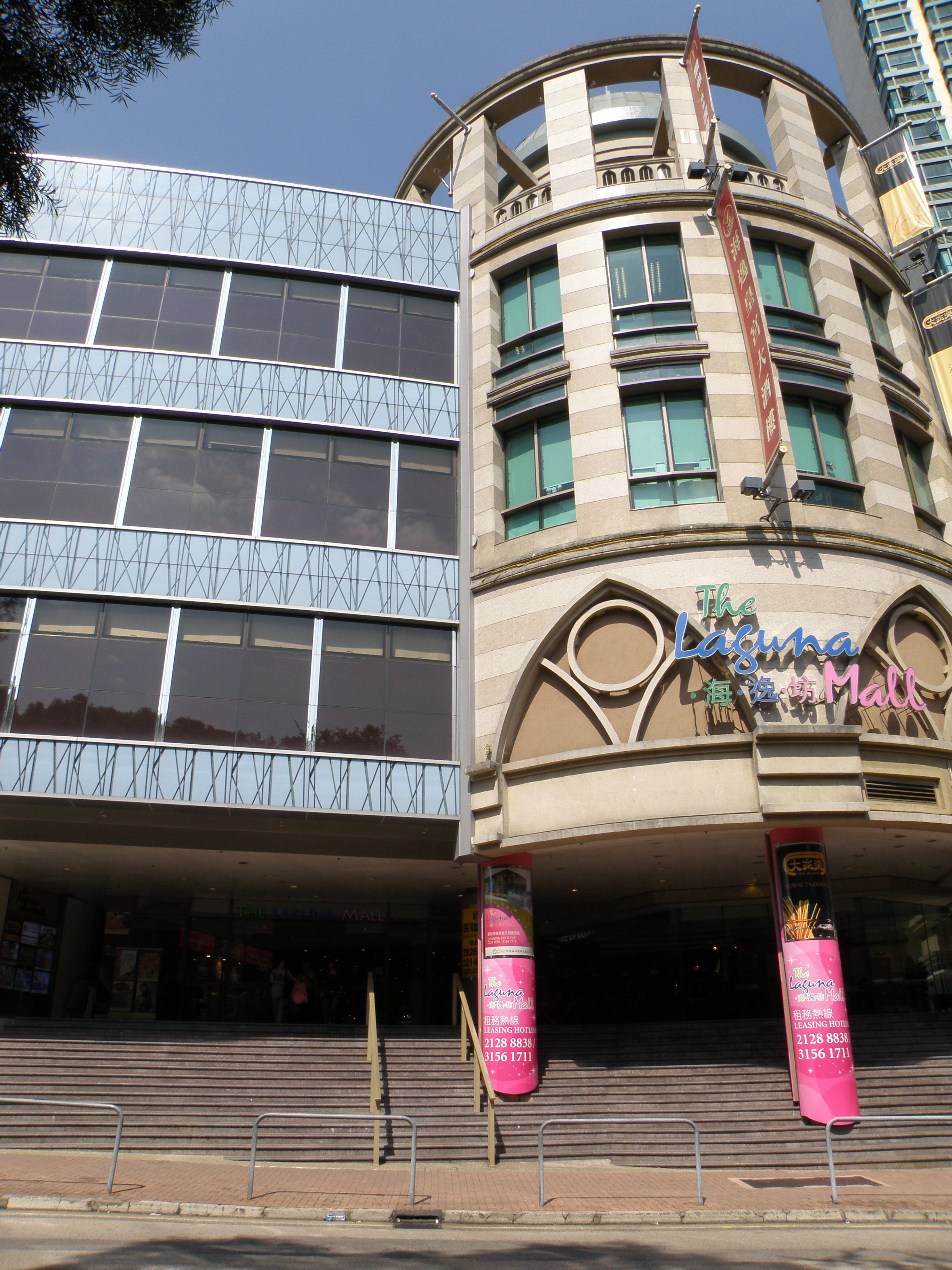
海逸坊正門

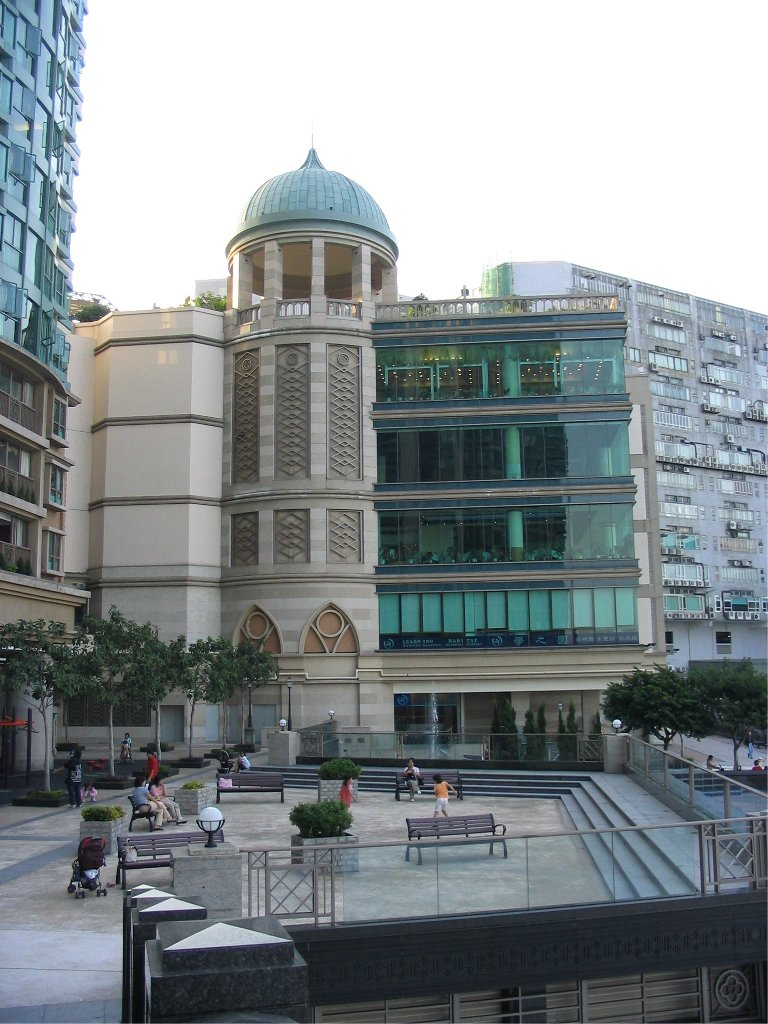
海逸坊商場是一座威尼斯建築風格商場建築。

海逸坊（英語：The Laguna Mall），原稱漁人碼頭（英語：Fisherman's Wharf），是香港九龍紅磡的一所商場，與海逸豪園私人住宅區相鄰，於2000年落成，位於九龍紅磡海逸道8號，毗鄰九龍半島東南岸的紅磡海旁，並與鄰近的和黃公園、大環山公園及大環山游泳池組成一處公眾園地。海逸坊由中華電力擁有業權，長江實業地產處理租務。

## 建築
海逸坊面積約30萬平方呎，包括5層購物商場及500多個車位。現時的商戶以民生類型為主，包括超級市場、快餐店、茶餐廳、教育中心、洗衣店及便利店。海逸坊的外觀設計意念擷取自意大利的威尼斯之建築風格，包括塔型鐘樓，鑲嵌藝術圖案拼花等。

## 改建工程
前身為紅磡漁人碼頭，於2011年中，海逸坊商場進行改建工程，商場2樓及3樓改建為中電集團的總部（於2012年5月28日啟用），同時於大環道東的入口加裝只供員工及訪客使用的扶手電梯及升降機。同年2月1日，商場更改名稱為現稱。
2016年4月，中電集團向長江實業地產（長實集團）收購海逸坊餘下股權，計劃把整座商場關閉重建為中電永久總部，要求租戶2018年前遷出。超過5000名海逸豪園居民聯署反對工程。中電其後修改計劃，保留地庫作零售設施，其餘部分維持改劃為辦公室的建議。
2021年12月6日，中電去信海逸豪園業主委員會，宣布擱置海逸坊改建計劃，並計劃將中電集團總部遷往啟德發展區。

## 圖集

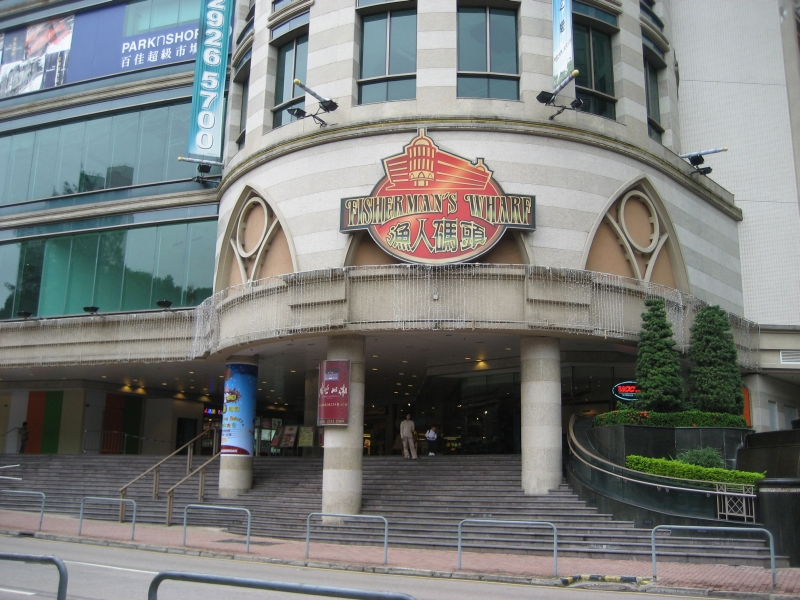
改建前的海逸坊外貌
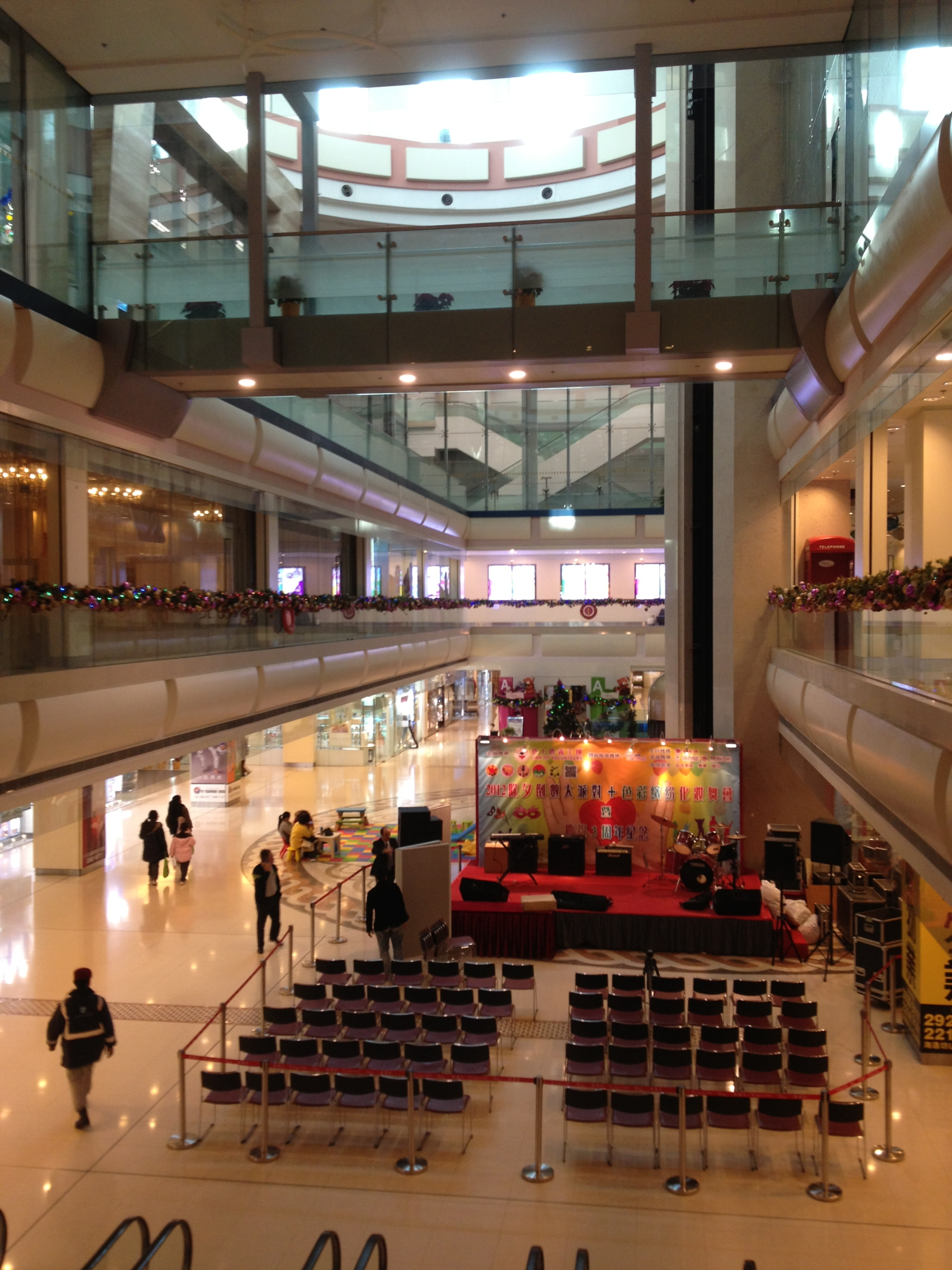
改建後海逸坊商場中庭（2012年）
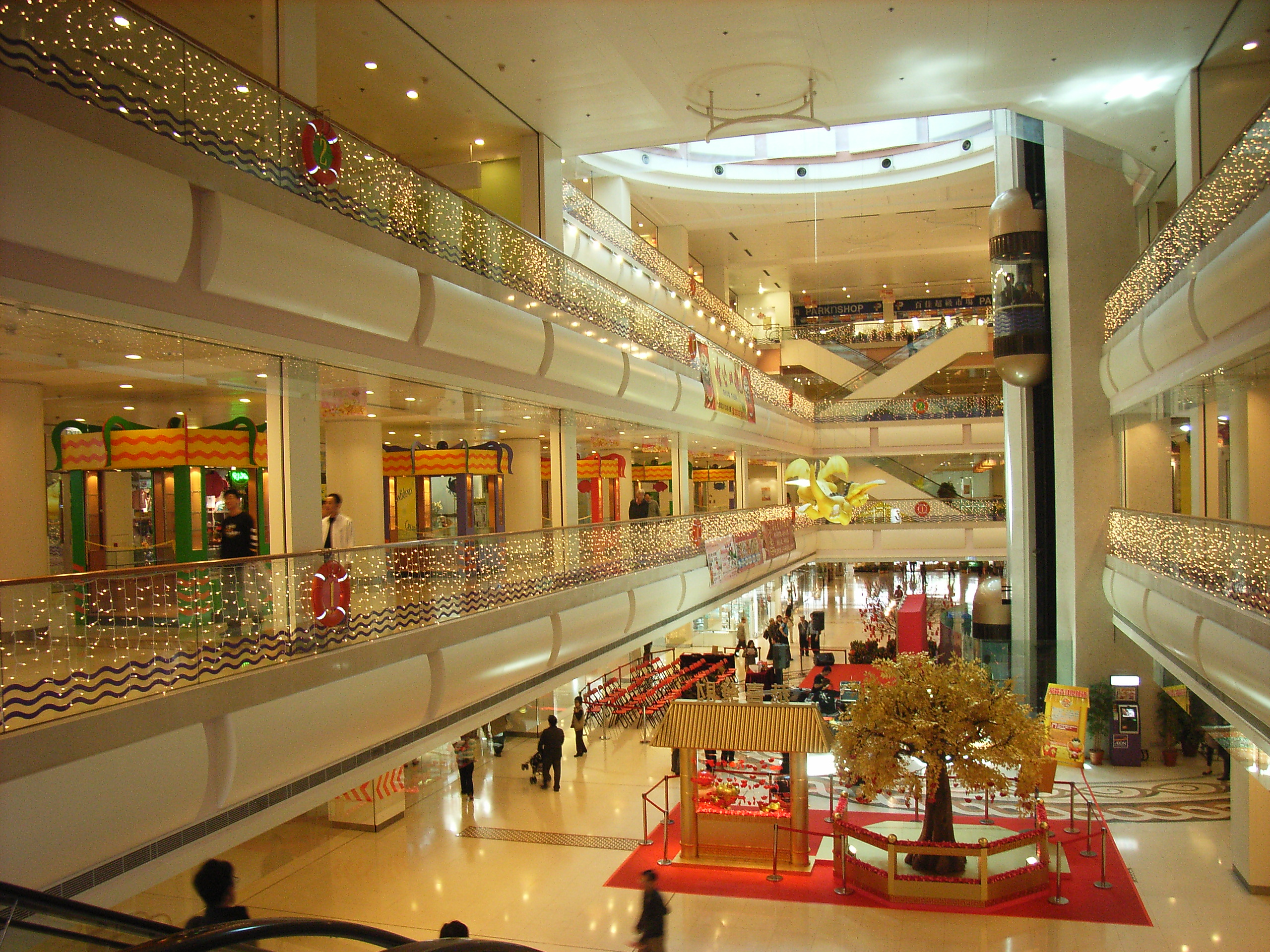
改建前海逸坊商場中庭（2007年）

## 主要商戶
- 海逸皇宮大酒樓
- 百佳超級市場
- 麥當勞
- 星巴克
- 七.十一便利店

## 鄰近設施
- 和黃公園
- 大環山公園
- 大環山游泳池

## 外部連結
- 海逸坊官方網站（页面存档备份，存于）
- 2008年10月的影像